# Presenčev potok
Presenčev potok je potok, ki se pri naselju Litija kot desni pritok izliva v reko Savo. 